# Rue de la Goutte-d'Or
Pour les articles homonymes, voir Goutte d'or (homonymie).
La rue de la Goutte-d'Or est une voie du 18e arrondissement de Paris, en France.

## Situation et accès

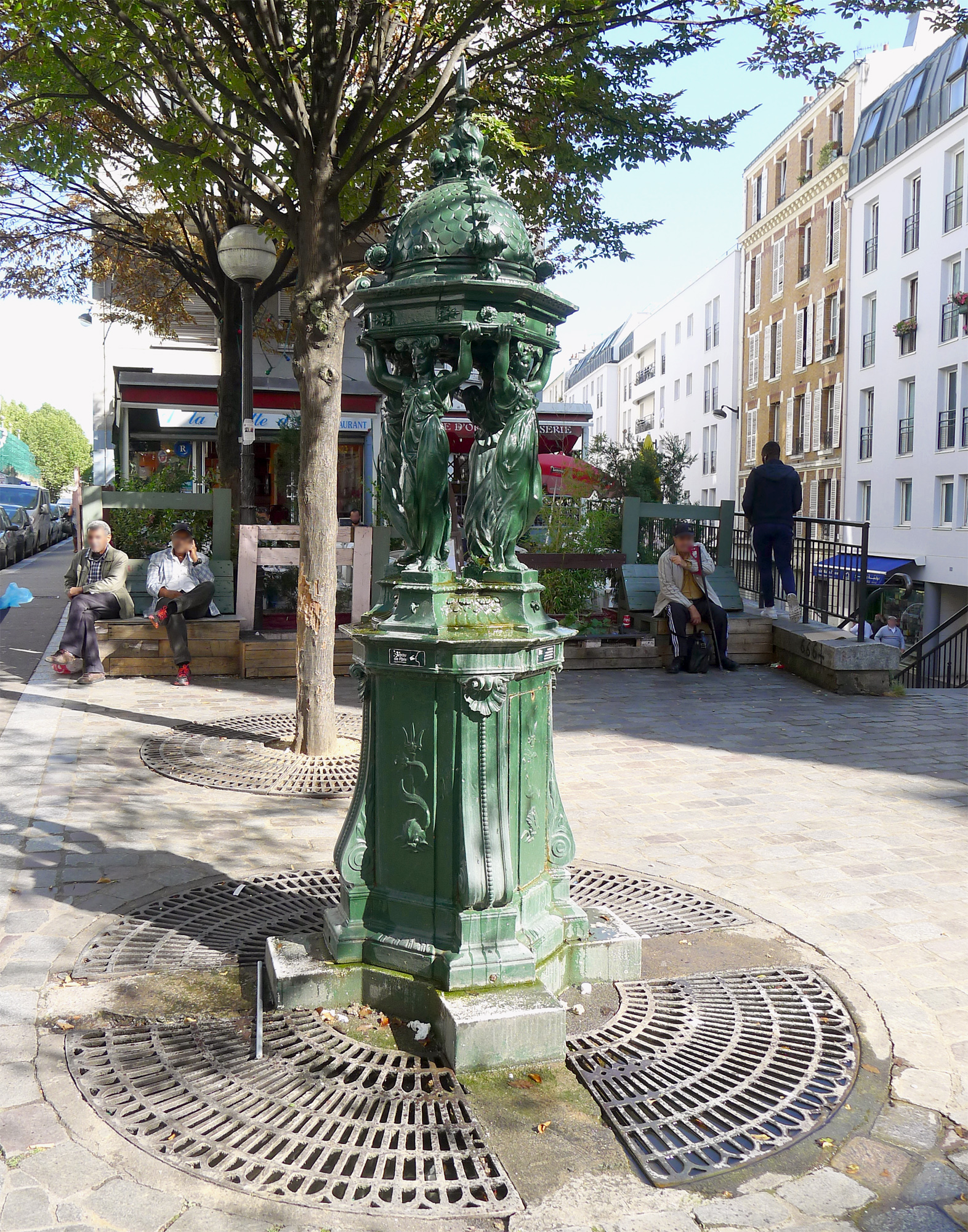
Fontaine Wallace à l'intersection des rues de Chartres et de la Goutte-d'Or.

La rue de la Goutte-d'Or est une voie publique située dans le 18e arrondissement de Paris. Elle débute rue Polonceau et se termine au 22, boulevard Barbès. Au croisement avec la rue de Chartres, sur une petite place, se trouve une fontaine Wallace.
Elle est desservie par les lignes 2 et 4 du métro à la station Barbès - Rochechouart et par les lignes de bus 31, 56, 85, N14 et N44.

## Origine du nom
Elle porte le nom de l'ancien hameau de la Goutte d'Or.

## Historique
Dans un acte notarial de 1723, la voie est mentionnée « chemin des Poissonniers à la Chapelle.
Cette voie, de l'ancienne commune de la Chapelle, est indiquée à l'état de sentier sur le plan de Roussel de 1730. Sur le plan cadastral de 1814, elle est nommée « chemin du Hameau de la Goutte-d'Or ». La partie de la rue comprise entre la place de la Chapelle et la rue des Couronnes (actuelle rue Polonceau) est renommée rue de Jessaint en 1824.

### Les vignes de la Goutte-d'Or
L'appellation « Goutte-d'Or » existait déjà en 1474.  L'origine de ce nom venait soit d'un lieu-dit ou l'on cultivait la vigne, soit de l'enseigne d'un cabaret débitant un vin blanc cultivé à cet endroit.
Le cru fut très vite réputé. On raconte que sous le règne de saint Louis on procéda à la suite d'une grande beuverie présidée par un savant philosophe nommé Rudolf, à un classement des vins. Le premier prix fut décerné au vin de Chypre, le second au vin de Malaga et le troisième fut partagé entre les vins de Malvoisie, d'Alicante et de la Goutte-d'Or.
Une propriété appelée « la Goutte-d'Or » existait en 1764, à l'angle de la rue des Poissonniers et d'une autre rue qui était soit la rue de la Goutte-d'Or soit la rue Polonceau.

### Hameau de la Goutte-d'Or
L'espace compris entre les actuelles rues de la Goutte-d'Or, Richomme, Cavé, des Poissonniers et Affre qui descendait en pente douce vers l'est et que cinq moulins couronnèrent de 1750 à 1820.
Un hameau se forma vers 1814, sur le versant sud de cette butte. Son existence fut sans doute une nitrière artificielle appelée « nitrière des Cinq-Moulins » installée vers 1787 dans un triangle compris entre le boulevard de la Chapelle, la rue de la Goutte-d'Or et le boulevard Barbès.
Le hameau de la Goutte-d'Or touchait à l'est un autre hameau, le hameau de Saint-Ange créé également vers 1815 et qui était délimité par les rues de la Charbonnière, de Jessaint et le boulevard de la Chapelle. Ce hameau était nommé en référence du nom du propriétaire des terrains Trutat de Saint-Ange. Le hameau devint ensuite le quartier Saint-Ange.

### XXe–XXIesiècles
Dans le cadre d'une opération de rénovation urbaine, les immeubles compris entre les nos 2 à 10 rue de la Goutte-d'Or et les nos 1 à 7 rue Polonceau sont détruits dans les années 1930. L'actuelle place Cheikha-Remitti est alors créée. 
Dans les années 1980-1990, la rue fait l'objet d'une vaste opération dans le but de résorber l'habitat insalubre. Malgré l'opposition d'une partie des habitants du quartier et de certains experts, la quasi-totalité des immeubles est alors détruite pour être remplacée par des immeubles modernes. Sont conservés les immeubles entre les nos 47 et 51 et les nos 63-65, côté impair, et les nos 38, 42, 50 et 54, côté pair. Entre la rue Polonceau et la rue des Gardes, les rez-de-chaussée des immeubles côté pair sont constitués d'une galerie ouverte sur la rue. 
Dans le cadre de la requalification de la rue, menée dans le cadre du nouveau programme national de rénovation urbaine, ces galeries doivent être fermées en avançant les vitrines.

## Bâtiments remarquables et lieux de mémoire
- No 57 : l'école maternelle compta parmi ses élèves Eugène Dabit[7].
- No 50 : la grande maison de Gervaise, décrite par Émile Zola dans son roman L'Assommoir, correspondait très certainement à l'immeuble qui se trouvait à cette adresse avant qu'il ne soit reconstruit en 1898 (excepté pour l'immeuble du fond de la cour, reconstruit en 1876). La maison actuelle conserve la plupart des caractéristiques de la grande maison de Gervaise, décrite par Zola: la cour grande cour pavée, les ateliers d'artisans l'entourant, la fontaine et la loge de la concierge. Elle hébergeait plus de 200 locataires (environ 10 chambres par étages). La démonstration de cette hypothèse a été faite le 26 mars 2021 devant les membres du centre sur Zola et le naturalisme [8].